# NGC 62
NGC 62 (ook wel PGC 1125, MCG -2-1-43 of IRAS00145-1345) is een spiraalvormig sterrenstelsel in het sterrenbeeld Walvis.
NGC 62 werd op 8 oktober 1883 ontdekt door de Franse astronoom Édouard Jean-Marie Stephan.